# Antonio Ricaurte
Antonio Ricaurte Lozano (10 juin 1786 – 25 mars 1814) est un officier de l'armée indépendantiste des Provinces-Unies de Nouvelle-Grenade qui combattit l'Espagne lors de la guerre d'indépendance du Venezuela. Il trouve la mort en faisant sauter le dépôt de munitions de San Mateo, permettant à ses hommes de se replier et tuant de nombreux ennemis. Son sacrifice est célébré en Colombie et au Venezuela où il est considéré comme un héros national.